# Walter Holdt
Walter Holdt (* 20. Dezember 1899 in Hamburg; † 18. Juni 1924 ebenda) war ein deutscher Künstler, Maskentänzer und Musiker.

## Anfangsjahre

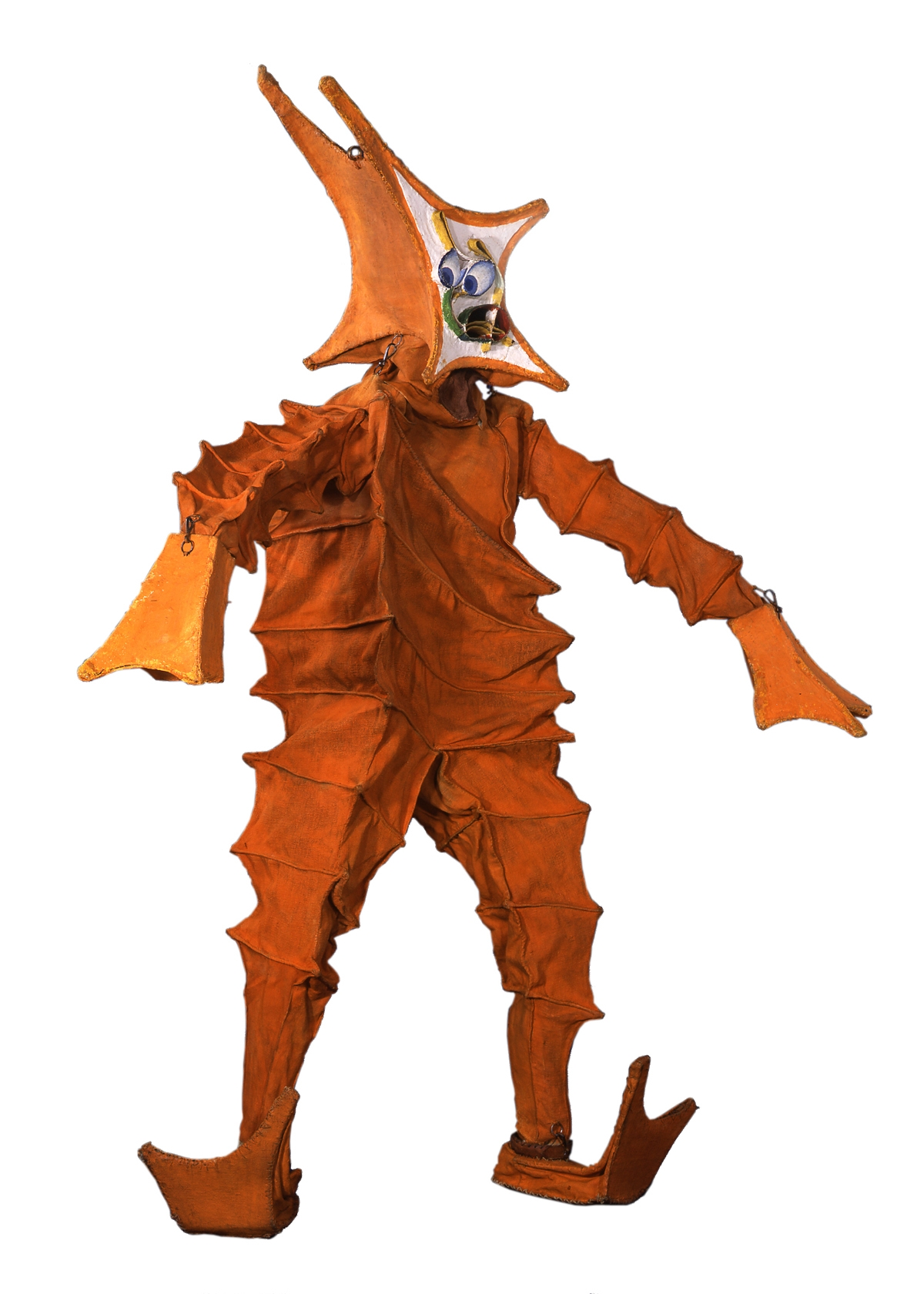
Die von Holdt und Lavinia Schulz geschaffene Maskenfigur „Springvieh“

Walter Holdt war ein Sohn des dänischen Kaufmanns Hinrich Holdt und dessen Ehefrau Marie aus Hamburg. Er verbrachte Kindheit und Jugend in Hamburg. Ob er eine Ausbildung ablegte, ist nicht dokumentiert. Während des Ersten Weltkriegs leistete er Militärdienst ohne Fronteinsatz. Hinrich Holdt bat seinen Sohn, den ihm gehörenden kaufmännischen Betrieb weiterzuführen, was dieser aber ablehnte, da er Künstler werden wollte.
1919 trat Holdt in die „Kampfbühne“ ein, die Lothar Schreyer am Theater der Expressionisten neu gegründet hatte. Weitere Mitgliedern waren Hannah Grothendieck, Max Billert, Max Olderock und Lavinia Schulz, die kurze Zeit später Holdts Lebensgefährtin wurde. Die Gruppe spielte nicht öffentlich vor ausgewählten Zuschauern. Die Uraufführung fand am 21. Oktober 1919 in der Hamburger Kunsthochschule statt. Die Schauspieler zeigten „Die Haidebraut“ und „Kräfte“ von August Stramm. Walter Holdt schloss sich der Gruppe höchstwahrscheinlich erst nach dieser Premiere an. Weihnachten 1919 war er in dem mittelalterlichen „Krippenspiel“ als Josef zu sehen. Die Aufführung fand in der Katharinenkirche statt.
Da sie sich während der folgenden Proben zu exzentrisch verhalten hatten, mussten Holdt und Schulz die Gruppe Anfang 1920 verlassen. Sie bezogen eine Souterrainwohnung am Besenbinderhof 5 und heirateten heimlich. Sie schufen nun eigene Kostüme und Ganzkörpermasken. Außerdem kreierten sie Tänze, die entweder grotesk-lustig oder dramatisch waren. Lavinia Schulz übernahm den Großteil der Kostümgestaltung und Herstellung. Holdt konnte dagegen besser tanzen und schaffte auch mit einem schweren Ritterkostüm ein Spagat. Beide verfassten die Schrift „Mann und Tote Frau“, die sie im Mai 1921 als Holzschnittmappe herausgaben.

## Zusammenarbeit mit Hans Heinz Stuckenschmidt
Anfang 1921 besuchten Holdt und Schulz den Künstlerstammtisch „Die Tafelrunde“. Dort machten sie Bekanntschaft mit Hans Heinz Stuckenschmidt, der bei ihnen einzog. Stuckenschmidt begleitete das Ehepaar fortan als Komponist und Musiker. Sie lebten in einer kargen Wohnung, in der sie tagsüber probten und arbeiteten. Nachts brachten sie in der Wohnung Hängematten an. Im Dezember 1921 traten sie erstmals bei einer Abendveranstaltung alleine im Museum für Kunst und Gewerbe auf. Für gewöhnlich nutzten sie Veranstaltungen, bei denen sie einzelne Tänze darboten. Dazu gehörten das Kabarettlokal „Die Jungfrau“ am Gänsemarkt, die Hamburger Künstlerfeste und die „Abende der Tafelrunde“. Lovis H. Lorenz notierte, dass das Paar Ende 1922 mit Elsbeth Baack einen Soloabend in den Hamburger Kammerspielen unweit des Besenbinderhofs gestaltete.
Holdt und Schulz verarbeiteten zunächst „Sturm“-Dichtungen und nordische Heldensagen zu Tänzen. Später arbeiteten sie avantgardistisch und gestalteten expressionistische Masken, die sich mit aktuellen Problemen wie der Industrialisierung auseinandersetzten, die sie kritisierten. Dazu tanzten sie zu atonaler Musik und machten Bewegungen, die in völligem Gegensatz zum klassischen Bühnentanz standen. Die Masken schufen sie aus ideologischen Gründen aus Abfall. Dazu gehörten schwere Sackleinen und Kisten, die ihre Bewegungsmöglichkeiten bestimmten. Da sie kein Geld für ihre Auftritte haben wollten, lebten sie nahe dem Hungertod.
Im Frühjahr 1922 spielte Holdt für kurze Zeit als Schlagzeuger in einem Jazztrio. Gemeinsam mit Hans Heinz Stuckenschmidt und Viktor Schlichter hatte er Auftritte in dem Nachtlokal „Alkazar“ in St. Pauli. Da er weiterhin tanzte, gab er die Auftritte als Musiker aufgrund der Doppelbelastung wenig später auf. Sein Vater bot ihm daraufhin erneut an, in seinem Unternehmen mitzuarbeiten, was Walter Holdt absolut nicht wollte.

## Tod durch Mord
1923 wurde Lavinia Schulz schwanger, woraufhin Stuckenschmidt die gemeinsame Wohnung am Besenbinderhof verließ. Das Jahr 1924 brachte zunehmende Probleme in Ehe und Beruf des Ehepaares mit sich. Walter Holdt probte aufgrund von Erschöpfung zunehmend weniger. Lavinia Schulz befürchtete daher, dass das gemeinsame Schaffen als Künstler bedroht sei, und erschoss ihren Ehemann, während er schlief. Anschließend zielte sie auf sich selbst. Sie starb einen Tag später im Krankenhaus St. Georg. Der seinerzeit einjährige gemeinsame Sohn Hans Heinz erlitt keine Verletzungen. Er wurde von Hinrich und Marie Holdt aufgenommen, die ihn adoptierten.

## Nachlass
Walter Holdt und Lavinia Schulz hinterließen 29 teilweise nicht fertiggestellte Masken und Kostüme. Hinzu kamen viele Tanzschriften, Skizzen, Modeentwürfe und Briefe. Den Großteil der Schriften und Zeichnungen erstellte Lavinia Schulz. Das Museum für Kunst und Gewerbe zeigte den Nachlass 1925 im Rahmen einer von Max Sauerlandt ausgerichteten Gedächtnisausstellung im Museum für Kunst und Gewerbe. Danach lagerten sie auf dem Dachboden des Museums. Die Nationalsozialisten konfiszierten die Masken vermutlich aus diesem Grund nicht als „Entartete Kunst“. Der Nachlass wurde erst 60 Jahre später zufällig gefunden. Zwölf der erhaltenen Ganzkörpermasken sind in der Dauerausstellung des Hamburger Museums für Kunst und Gewerbe zu sehen. Das Leben und die Kunst von Lavinia Schulz und Walter Holdt stehen im Mittelpunkt des 2019 erschienenen Romans Pixeltänzer von Berit Glanz.